# Basketball-Afrikameisterschaft 1997
Die Basketball-Afrikameisterschaft 1997 (kurz: AfroBasket 1997) ist die 19. Austragung dieses Turniers und fand vom 25. Juli bis 3. August 1997 in der senegalesischen Hauptstadt Dakar statt. Dies war die dritte Austragung der kontinentalen Endrunde in der Hauptstadt des Senegal. Die Finalteilnehmer des Turniers qualifizierten sich für die Endrunde der Weltmeisterschaft 1998.
Gastgeber Senegal nutzte den Heimvorteil und besiegte unter anderem den zuvor ungeschlagenen Titelverteidiger Angola im Halbfinale. Im Finale konnte man dann die Nigerianer deutlich besiegen, gegen die man in der Vorrunde noch die einzige Turnierniederlage erlitten hatte. Angola blieb nach der Wiederholung des Vorrundensiegs über Ägypten im „kleinen Finale“ die Bronzemedaille.

## Teilnehmer
- Senegal – Gastgeber
- Angola – Afrikameister 1995

Ferner nahmen aus den sechs verschiedenen Hauptzonen der FIBA Afrika folgende Mannschaften teil:
- Kap Verde
- Mali
- Elfenbeinküste
- Nigeria
- Zentralafrikanische Republik
- Ägypten
- Südafrika

## Modus
Beim Turnier wurde eine Vorrunde in zwei Gruppen ausgespielt, wobei in einer Gruppe fünf und in der anderen Gruppe vier Mannschaften im Rundenturnier gegeneinander spielten. Während die beiden bestplatzierten Mannschaften je Gruppe, wobei untereinander bei Sieggleichstand der direkte Vergleich entschied, sich für das Halbfinale im K.-o.-System qualifizierten, spielten die anderen Mannschaften ein weiteres Platzierungsspiel gegen die jeweils gleichplatzierte Mannschaft der anderen Gruppe aus. Die letztplatzierte Mannschaft in der Gruppe mit fünf Mannschaften wurde automatisch auf den neunten und letzten Platz im Turnier gesetzt. Die Halbfinalteilnehmer spielten entsprechend ihrer Gruppenplatzierung über Kreuz die Finalisten und Teilnehmer der WM-Endrunde aus. Die Halbfinalverlierer spielten im kleinen Finale noch um die Bronzemedaille, während die Gewinner der Halbfinalspiele im Finale um die Goldmedaille und den Turniersieg stritten.

## Vorrunde
Die Spiele der Vorrunde fanden zwischen dem 25. und dem 30. Juli statt.

### Gruppe A
| Nation                          | Sp | S | N | P+  | P-  |        | Nigeria | Senegal | Zentralafrikanische Republik | Elfenbeinküste | Sudafrika |
| ------------------------------- | -- | - | - | --- | --- | ------ | ------- | ------- | ---------------------------- | -------------- | --------- |
| 1. Nigeria                      | 4  | 4 | 0 | 320 | 193 | *      | 50:38   | 77:57   | 93:59                        | 100:39         |           |
| 2. Senegal                      | 4  | 3 | 1 | 285 | 226 | 38:50  | *       | 70:57   | 95:78                        | 82:41          |           |
| 3. Zentralafrikanische Republik | 4  | 2 | 2 | 269 | 258 | 57:77  | 57:70   | *       | 87:58                        | 68:53          |           |
| 4. Elfenbeinküste               | 4  | 1 | 3 | 272 | 314 | 59:93  | 78:95   | 58:87   | *                            | 77:39          |           |
| 5. Südafrika                    | 4  | 0 | 4 | 172 | 327 | 39:100 | 41:82   | 53:68   | 39:77                        | *              |           |

### Gruppe B
| Nation       | Sp | S | N | P+  | P-  |       | Angola | Agypten | Mali  | Kap Verde |
| ------------ | -- | - | - | --- | --- | ----- | ------ | ------- | ----- | --------- |
| 1. Angola    | 3  | 3 | 0 | 198 | 135 | *     | 62:43  | 69:49   | 67:43 |           |
| 2. Ägypten   | 3  | 2 | 1 | 184 | 195 | 43:62 | *      | 83:82   | 58:51 |           |
| 3. Mali      | 3  | 1 | 2 | 192 | 192 | 49:69 | 82:83  | *       | 61:40 |           |
| 4. Kap Verde | 3  | 0 | 3 | 134 | 186 | 43:67 | 51:58  | 40:61   | *     |           |

## Finalrunde
Die Spiele der Finalrunde fanden am 2. und 3. August statt.
|  | Halbfinale 2. August | Halbfinale 2. August | Halbfinale 2. August |                  |  | Finale 3. August | Finale 3. August | Finale 3. August |
|  |                      |                      |                      |                  |  |                  |                  |                  |
|  |                      |                      |                      |                  |  |                  |                  |                  |
|  | A1                   | Nigeria              | 61                   |                  |  |                  |                  |                  |
|  | B2                   | Ägypten              | 51                   |                  |  | A1               | Nigeria          | 48               |
|  |                      |                      |                      |                  |  | A2               | Senegal          | 69               |
|  |                      |                      |                      |                  |  |                  |                  |                  |
|  |                      |                      |                      | Spiel um Platz 3 |  |                  |                  |                  |
|  | A2                   | Senegal              | 53                   |                  |  |                  |                  |                  |
|  | B1                   | Angola               | 47                   |                  |  | B2               | Ägypten          | 55               |
|  |                      |                      |                      |                  |  | B1               | Angola           | 79               |
|  |                      |                      |                      |                  |  |                  |                  |                  |

## Platzierungsspiele
Die Spiele um die Plätze 5 bis 12 fanden am 2. und 3. August statt.
|  | A3 | Zentralafrikanische Republik | 66 |
|  | B3 | Mali                         | 64 |

|  | A4 | Elfenbeinküste | 48 |
|  | B4 | Kap Verde      | 68 |